# Zgromadzenie Kapłanów Mariawitów
Zgromadzenie Kapłanów Mariawitów (właściwie Zgromadzenie Kapłanów Mariawitów Nieustającej Adoracji Ubłagania, popularna nazwa mariawici) – wspólnota kapłanów, założona na początku XX wieku przez Feliksę Marię Franciszkę Kozłowską. Przełożonym Zgromadzenia Kapłanów Mariawitów jest obecnie bp Jarosław Maria Jan Opala.

## Historia
2 sierpnia 1893 Feliksa Kozłowska miała otrzymać objawienie Dzieła Wielkiego Miłosierdzia. Jezus Chrystus miał jej nakazać założenie Zgromadzenia Kapłanów Mariawitów Nieustającej Adoracji Ubłagania. Do zgromadzenia wstępowali księża – przede wszystkim wychowankowie carskiej Akademii Teologicznej w Petersburgu – pragnący rzetelnie wypełniać swe powołanie kapłańskie. Pierwszym przełożonym zgromadzenia został ksiądz Kazimierz Przyjemski. Zgromadzenie Kapłanów Mariawitów istniało do 1903 w ukryciu, kiedy zadecydowano, że konieczne jest oficjalne powiadomienie hierarchii kościelnej.
6 sierpnia 1903 odbyła się w Watykanie kapituła mariawitów, na której liderem zgromadzenia został Jan Maria Michał Kowalski. 13 sierpnia 1903 papież Pius X przyjął na audiencji kapłanów mariawitów. Złożono wówczas prośbę o legalizację Zgromadzenia Kapłanów Mariawitów, dołączając opis objawienia Dzieła Wielkiego Miłosierdzia i krótką historię zgromadzenia. Po analizie dokumentów Watykańska Kongregacja Inkwizycji 31 sierpnia 1904 nakazała skasowanie zgromadzenia mariawickiego. 5 kwietnia 1906 Pius X wydał encyklikę Tribus circiter, która rozwiała wszelkie nadzieje kapłanów mariawitów na zmianę stanowiska Watykanu w sprawie Zgromadzenia Kapłanów Mariawitów.
Wykluczenie z Kościoła rzymskokatolickiego spowodowało konieczność utworzenia przez duchowieństwo i wiernych nowej organizacji kościelnej. 10 października 1907 odbyła się pierwsza Kapituła Generalna Kapłanów Mariawitów, w wyniku której powstał Kościół Starokatolicki Mariawitów. Do dziś wszyscy jego kapłani należą jednocześnie do zgromadzenia.

## Cele i zadania
Celem Zgromadzenia Kapłanów Mariawitów Nieustającej Adoracji Ubłagania jest szerzenie czci dla Przenajświętszego Sakramentu i wzywanie pomocy Matki Boskiej Nieustającej Pomocy, będących ostatnim ratunkiem dla świata ginącego w grzechach, oraz głoszenie treści zawartych w Dziele Wielkiego Miłosierdzia. Zakonnicy prowadzą parafie, domy parafialne i ośrodki kulturalno-oświatowe. Mariawitów nie obowiązuje celibat.

## Habit
Habit Zgromadzenia Kapłanów Mariawitów nawiązuje do historii zgromadzenia, jak i duchowości, w której wzrastają jego członkowie. Kolor habitu – szary, popielaty, został zaczerpnięty od szaty pokutnej św. Franciszka z Asyżu, który był założycielem wszystkich gałęzi franciszkańskich.

Strój duchowieństwa mariawickiego (biskup, kapłan i diakon)

Zasadniczą część habitu stanowi tunika, a ściślej sutanna. Tunika mariawicka jest bowiem szyta według kroju diecezjalnej sutanny rzymskokatolickiej z tą jednak różnicą, że nie posiada na zewnątrz drobnych guzików. Kapłani mariawici, w przeciwieństwie do większości zgromadzeń opartych na pierwszej regule św. Franciszka, nie mieli bowiem prowadzić życia wspólnego w klasztorach, ale życie cenobickie w poszczególnych placówkach duszpasterskich, czyli tak jak czyni to duchowieństwo diecezjalne. Ponadto zachowanie sutanny zamiast prostej tuniki wskazywało na to, iż wszyscy pierwsi kapłani mariawici rekrutowali się z kleru diecezjalnego. Sutanna zakończona jest od góry koloratką, taką samą, jak mają redemptoryści.
Sutanna przepasana jest paskiem, podobnie jak habit u większości zgromadzeń franciszkańskich. Na pasku zawiązane są cztery węzły, które odpowiadają czterem ślubom zakonnym.

## Zgromadzenie w Kościele Katolickim Mariawitów
W latach 1935–2010 istniało odrębne Zgromadzenie Kapłanów Mariawitów z siedzibą w Felicjanowie, wchodzące w skład Kościoła Katolickiego Mariawitów. Ostatni kapłan z tego Zgromadzenia, Józef Maria Polikarp Zaborek, zmarł 17 stycznia 2010.

## Dane teleadresowe
- Zgromadzenia Kapłanów Mariawitów Nieustającej Adoracji Ubłagania
- ul. Kazimierza Wielkiego 27
- 09-400 Płock